# Scopula erubescens
Scopula erubescens là một loài bướm đêm trong họ Geometridae.